# سینمای اریتره

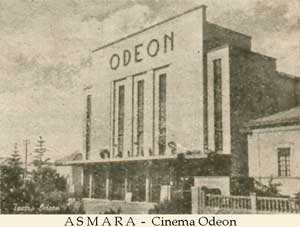
اولین سینمای اریتره در سال ۱۹۳۰

تاریخ سینمای اریتره به دوران استعمار این کشور توسط پادشاهی ایتالیا بازمی‌گردد. در ارتباط با رشد سینمای ایتالیا در دهه ۱۹۳۰ در اسمره، اریتره نیز پیشرفت سینما رخ داد. علیرغم استقلال این کشور پخش فیلم در اریتره هنوز غالباً محدود به فیلم‌های انگلیسی و ایتالیایی‌زبان است. تأثیر اروپا هنوز تا به امروز ادامه دارد؛ مانند «هفته‌های فیلم اروپایی» که سالانه در این کشور در پانزده سال اخیر برگزار شده‌اند. تقریباً ۱۰۰٪ فیلم‌های تولیدشده در اریتره در رده «داستانی» قرار می‌گیرند.